# Premio Jimmy V
El premio Jimmy V (a veces llamado premio Jimmy V a la perseverancia) se otorga como parte de los premios ESPY «a un miembro meritorio del mundo del deporte que ha superado grandes obstáculos mediante la perseverancia y la determinación». El premio lleva el nombre del entrenador de baloncesto masculino de la Universidad Estatal de Carolina del Norte, Jim Valvano, quien pronunció un discurso de aceptación después de recibir el premio Arthur Ashe Courage en la ceremonia de los premios ESPY de 1993 que «trajo un Madison Square Garden con lágrimas en los ojos. a sus pies». Valvano murió de un adenocarcinoma dos meses después de recibir el premio. El trofeo Jimmy V Award, diseñado por el escultor Lawrence Nowlan, se presenta en la ceremonia anual de premios en Los Ángeles por The V Foundation, una organización benéfica fundada por ESPN y Valvano en 1993, involucrada en la recaudación de fondos para financiar subvenciones para la investigación del cáncer en los Estados Unidos.
El ganador inaugural del Premio Jimmy V en 2007 fue la entrenadora de baloncesto Kay Yow, quien dirigió con éxito al equipo femenino de la Universidad Estatal de Carolina del Norte al juego de campeonato del Torneo ACC, y al Sweet 16 (semifinales regionales) del Torneo de la División I de la NCAA después de regresar de sesiones de quimioterapia contra el cáncer de mama. Aunque por lo general el premio se ha otorgado a entrenadores o atletas, se ha entregado a dos reporteros: Stuart Scott (2014) y Craig Sager (2016). Dicho premio se ha compartido en dos ocasiones: Team Hoyt (2013), formado por el equipo de padre e hijo de Dick y Rick Hoyt, y la combinación de padre e hija de Devon Still y Leah Still (2015). El ganador del premio Jimmy V en 2019 fue Rob Méndez, un entrenador de fútbol de la escuela secundaria de los Prospect Panthers que nació sin brazos ni piernas.

## Recibidores
| Año  | Imagen                                         | Recibidor(es)              | Notas | Referencias |
| ---- | ---------------------------------------------- | -------------------------- | --- | ----------- |
| 2007 | –                                              | Kay Yow                    | Returned to successfully coach the North Carolina State University women's team to the ACC Tournament championship game, and the Sweet 16 (regional semi-finals) of the NCAA Division I Tournament after sessions of breast cancer chemotherapy.                                          | [ 5 ]       |
| 2008 | Kevin Everett waving to the crowd in 2017      | Kevin Everett              | Former Buffalo Bills tight end who was paralysed from the neck down due to a spinal cord injury he sustained at the start of the 2007 NFL season but began walking again after rehabilitation.                                                                                            | [ 11 ]      |
| 2009 | –                                              | Don Meyer                  | Meyer had his left leg amputated below the knee after a vehicular accident in September 2008. He was later diagnosed with cancer of the liver and intestines but eventually returned as coach of the Northern State Wolves men's basketball team.                                         | [ 12 ]      |
| 2010 | George Kart coaching a basketball team in 2011 | George Karl                | The Denver Nuggets coach returned to work after being placed on a leave of absence to undergo radiation treatment for neck and throat cancer for six weeks. | [ 13 ]      |
| 2011 | –                                              | Anthony Robles             | Robles, born without a right leg, beat Matt McDonough in the final of the 2010–2011 NCAA Division I Wrestling Championship 125 lb (56,7 kg) category to end the season undefeated. | [ 1 ]       |
| 2012 | Eric LeGrand in 2016                           | Eric LeGrand               | After sustaining a spinal cord injury in a 2010 game against the Army Black Knights. the Rutgers Scarlet Knights American football defensive tackle contradicted medical opinion by standing upright with the aid of a metal frame, and breathing without the assistance of a ventilator. | [ 14 ]      |
| 2013 | Team Hoyt participating in a marathon in 2012  | Team Hoyt                  | Dick Hoyt pushed his son Rick, born with cerebral palsy, in a custom-built running wheelchair in more than a thousand long-distance running events for almost four decades. | [ 8 ]       |
| 2014 | Stuart Scott in 2010                           | Stuart Scott               | The ESPN sports commentator was diagnosed with appendiceal cancer in 2007, and continued to work for the network while undergoing multiple surgeries and chemotherapy. | [ 6 ]       |
| 2015 | –                                              | Devon Still and Leah Still | Five year-old Leah Still was diagnosed with stage four neuroblastoma, and her father, Devon, was added to the practice squad of the Cincinnati Bengals to help him afford his daughter's treatment.                                                                                       | [ 9 ]       |
| 2016 | Craig Sager in 2009                            | Craig Sager                | TNT sports reporter diagnosed with acute myeloid leukemia in 2014, who kept working for the network in spite of his cancer no longer going into remission. | [ 7 ]       |
| 2017 | –                                              | Jarrius Robertson          | 15-year old "super fan" of the New Orleans Saints, born with biliary atresia, affecting his rate of growth, and forcing him to undergo two liver transplants and thirteen surgeries. | [ 15 ]      |
| 2018 | Jim Kelly in 2010                              | Jim Kelly                  | Former Buffalo Bills quarterback who survived three occurrences of squamous-cell oral cancer within five years. | [ 16 ]      |
| 2019 | –                                              | Rob Mendez                 | Junior varsity high school football coach who was born without arms or legs. Since 2018, he has been the coach of the Prospect Panthers in Saratoga, California. | [ 10 ]      |
| 2020 | –                                              | Taquarius Wair             | Mesabi Range College football running back who was badly burnt at the age of four. | [ 17 ]      |